# Svarta kobborna
Svarta kobborna är skär i Åland (Finland). De ligger i Skärgårdshavet och i kommunen Kökar i landskapet Åland, i den sydvästra delen av landet. Öarna ligger omkring 51 kilometer öster om Mariehamn och omkring 230 kilometer väster om Helsingfors. Svarta kobborna ligger 7 meter över havet.
Arean för den av öarna koordinaterna pekar på är 0,3 hektar och dess största längd är 110 meter i nord-sydlig riktning. Trakten är glest befolkad. Närmaste större samhälle är Kökar, 6,1 km öster om Svarta kobborna.